# جزيرة ظهرة العاشق (ميدي)

تعديل مصدري - تعديل

جزيرة ظهرة العاشق هي إحدى جزر مديرية ميدي التابعة لمحافظة حجة.